# Landschaftsschutzgebiet Biotopkomplex am Krubberg
Das Landschaftsschutzgebiet Biotopkomplex am Krubberg mit etwa 48 ha Flächengröße liegt im Gemeindegebiet von Kalletal. Es wurde 1995 mit dem Landschaftsplan Nr. 4 Kalletal durch den Kreistag des Kreises Lippe erstmals als Landschaftsschutzgebiet (LSG) ausgewiesen. 2004 erfolgte die erneute Ausweisung durch den Kreistag mit dem geänderten Landschaftsplan.

## Beschreibung
Das LSG umfasst ein verzweigtes Seitental der Osterkalle und drei ehemalige Steinbrüche im Wald südlich von Lüdenhausen. Die L 961 (Dörentruper Straße) teilt das Gebiet. Das LSG grenzt an die Bebauung des Dorfes. Im Süden geht das LSG bis an die Gemeindegrenze. Im östlich gelegenen LSG-Bereich steht ein Feldgehölz mit mehreren Fischteichen. Das umgebende, großflächig zusammenhängende Grünland ist aufgrund seiner morphologischen Ausbildung landschaftsbildprägend. Im südlichen Wald liegen drei Steinbrüche. Die Steinbrüche weisen lückige Vegetationsbestände auf. Die unterschiedlich steilen Hangbereiche sind teils vegetationsfrei oder mit wärmeliebenden Gebüschen bewachsen. Im südlichen großen Bruch liegen 10 bis 15 m hohe Felswände. Im Sohlenbereich treten stellenweise ephemere Kleingewässer auf. Daneben haben sich Pionierpflanzen und Ruderalfluren entwickelt. Nördlich des Waldes befindet sich ein langgestreckter Grünlandbereich. Im nördlichen Bereich stehen dichte Gebüsche und Gehölzreihen. Diese stehen teils auf den Hangkanten. Ein namenloses Gewässer durchquert den Bereich von Süden nach Norden.

## Schutzzwecke für das LSG
Laut Landschaftsplan erfolgte die Ausweisung des LSG
- „zur Erhaltung und Wiederherstellung der Leistungsfähigkeit des Naturhaushaltes in ökologisch besonders wertvoll strukturierten Bereichen mit Wasser-, Klima- und Biotopschutzfunktionen,“
- „zur Erhaltung und Wiederherstellung von Quellbereichen und naturnahen Fließgewässern, Grünland und naturnahen Waldbereichen unterschiedlicher Feuchtestufen, Feldgehölzen, Hecken und Obstwiesen,“
- „zur Erhaltung morphologisch ausgeprägter Bereiche zur Sicherung der landschaftlichen Eigenart und Vielfalt für die Erholung,“
- „zur Erhaltung wertvoller Biotopkomplexe aus Wald-Gründlandbereichen, Fließgewässern und Quellen mit wichtigen Trittstein- und Vernetzungsfunktionen,“
- „zur Erhaltung und Wiederherstellung wichtiger Rückzugsräume für die bedrohte Tier- und Pflanzenwelt,“
- „zur Sicherung der das Orts- und Landschaftsbild gliedernden und belebenden und die dörflichen Siedlungsstrukturen prägenden Freiraumelemente.“[1]

## Rechtliche Vorschriften
Im Landschaftsschutzgebiet ist unter anderem das Errichten von Bauten und das Anlegen von Fischteichen verboten.